# Ramón Pàmies i Pina
Ramón Pàmies i Pina (Barcelona, 1874 - 1918) fue un destacado dramaturgo, conocido principalmente por su obra "L'Estel de Natzaret". Su contribución al teatro catalán ha dejado una huella duradera en la cultura y el arte de la región.

## Biografía
Ramón Pàmies i Pina nació en Barcelona en 1874. Provenía de una familia acomodada, aunque su familia perdió su fortuna debido a la vida desordenada de su padre. Fue educado por sus abuelos paternos, quienes le proporcionaron una buena educación. A pesar de las dificultades económicas, Pàmies logró trabajar como contable en una empresa textil de Barcelona.

### Carrera Teatral
En 1891, con solo 17 años, Ramón Pàmies escribió su primera obra teatral, "L'Estel de Natzaret". Esta obra se estrenó en 1898 en el Centro Moral y Instructiu de Gràcia, con música de Francesc Realp. En 1903, la obra se estrenó oficialmente en el Cercle Catòlic de Gràcia, esta vez con música de Miquel Ferrer i Ramonatxo. "L'Estel de Natzaret" se ha convertido en una de las obras más representadas en Cataluña durante la Navidad.

### Legado
Ramón Pàmies i Pina falleció en 1918 a los 44 años debido a una gripe complicada. Su legado perdura a través de sus obras teatrales, que continúan siendo representadas y apreciadas por nuevas generaciones. Su contribución al teatro catalán ha sido fundamental para la preservación y promoción de la cultura catalana.

## Obras Destacadas
Además de "L'Estel de Natzaret", Ramón Pàmies escribió varias otras obras de teatro que también han sido bien recibidas. Su trabajo se caracteriza por su humor y su capacidad para capturar la esencia de la cultura catalana.